# Sông Reuss
Reuss là một con sông ở Thụy Sĩ. Với chiều dài 164 km (102 dặm) và lưu vực thoát nước rộng 3426 cây số vuông, đây là con sông lớn thứ tư ở Thụy Sĩ (sau sông Rhine, Aare và Rhône). Thượng lưu Reuss hình thành nên thung lũng chính của bang Uri. Dòng chảy của Reuss thấp chạy từ Hồ Lucerne đến hợp lưu với Aare tại Brugg.